# Swimming Pool (film)
Swimming Pool är en fransk/engelsk film av François Ozon från 2003. Filmens genre kan beskrivas som en blandning av psykologisk thriller och deckare.

## Handling
Den berömda deckarförfattarinnan Sarah Morton har drabbats av skrivkramp halvvägs igenom sin senaste bok. Hennes förläggare erbjuder henne att tillbringa ett par veckor i hans sommarhus utanför staden Lacoste i södra Frankrike med förhoppningen att hon ska kunna avsluta sin nya bok och vila upp sig, ett erbjudande hon accepterar. 
Efter ett par dagar i huset dyker en ung kvinna vid namn Julie upp sent en natt och påstår att hon är förläggarens dotter och att hon tänker stanna i huset på obestämd tid. Natt efter natt kommer Julie hem med den ena mannen efter den andre och Sarah, som bara vill ha lugn och ro börjar snart irritera sig på henne, en känsla som är ömsesidig. Irritationen mellan dem båda kulminerar då Julie blir förälskad i den lokale kyparen Franck, men han verkar föredra den äldre Sarah. Efter en turbulent och intim natt mellan de tre i förläggarens hus har Franck försvunnit spårlöst dagen efter. 
När Sarah börjar undersöka saken börjar hon misstänka att Julie har med Francks försvinnande att göra och hon börjar också undra om Julie verkligen är den hon utger sig för att vara. 
Julie erkänner till slut att hon har dödat Franck vid husets swimmingpool och att hon har gömt kroppen i ett skjul. Nu måste de två hjälpas åt att göra sig av med kroppen och alla bevis och inte väcka några misstankar. Detta för dem båda närmare varandra och de blir vänner, men en sak undrar Sarah fortfarande: Är Julie verkligen den hon påstår att hon är?

## Rollista
| Charlotte Rampling | – Sarah Morton |
| Ludivine Sagnier   | – Julie        |
| Charles Dance      | – John Bosload |
| Jean-Marie Lamour  | – Franck       |
| Marc Fayolle       | – Marcel       |